# كارل بينيت
كارل بينيت (بالإنجليزية: Carl Bennett)‏ (و. 1915 – 2013 م) هو مدرب كرة سلة، من الولايات المتحدة الأمريكية، توفي في فورت واين، عن عمر يناهز 98 عاماً.

## روابط خارجية
- كارل بينيت على موقع سبورتس رفرنس (الإنجليزية)